# Schleuse Spandau
Die Schleuse Spandau ist eine Schleuse der Havel im deutschen Bundesland Berlin. Sie verbindet die unterschiedlichen Wasserspiegelhöhen der Unteren Havel-Wasserstraße und der Oberen Havel-Wasserstraße. Sie liegt heute im Berliner Bezirk Spandau zwischen der Altstadt und der Zitadelle Spandau.

## Geschichte
Schon um das 13. Jahrhundert befand sich an der Stelle eine Flutrinne, die es Wasserfahrzeugen ermöglichte, zwischen Unter- und Oberhavel zu wechseln. Um 1572 wurde die erste Kammerschleuse in der Stadt Spandau an der Havel erbaut und ermöglichte so ein problemloses Wechseln zwischen dem Ober- und Unterlauf der Havel. Bis 1911 wurde die erste Schleuse Spandau zweimal durch Neubauten ersetzt. 1723 entstand eine Kammerschleuse, die wiederum 1816 durch einen Neubau ersetzt wurde. In den beiden Jahren 1875 und 1876 wurde die Schleuse noch einmal erneuert, um die Wasserstraße für Schiffe mit einem Ladungsvermögen bis zu 400 Tonnen passierbar zu machen. Im Zusammenhang mit dem Ausbau der Wasserstraße zum Großschiffahrtsweg Berlin-Stettin entstand eine neue Schleuse westlich der alten Kammer für Schiffe mit einer Tragfähigkeit bis 600 Tonnen. Sie ging 1911 in Betrieb. Bis 1955 war die alte Kammer zwischen der 1911 gebauten neuen Kammer und der Zitadelle noch deutlich sichtbar vorhanden, aber nicht mehr in Betrieb. Um 1966 wurde die alte Kammer mit Sand aufgefüllt und zur Kammermitte hin ansteigend planiert. Auf der entstandenen Fläche wurde eine Kleinbootslipanlage mit einem Doppelgleis angelegt. In ihrer endgültigen Form hatte die alte Schleuse eine nutzbare Kammerlänge von 67 m und war 10 m breit. Die Schleuse war bald an der Grenze ihrer Belastbarkeit angelangt. Im Jahr 1977 wurden Planungen für den Bau einer zweiten Schleuse bei Fortbestand der alten Anlage in Auftrag gegeben. 1993 musste die alte Schleuse gesperrt werden, da ein sicherer Betrieb des auf Pfählen gegründeten Bauwerkes nicht mehr möglich war. Frachtschiffe, Schubverbände und Fahrgastschiffe mussten durch diese Sperrung einen dreistündigen Umweg über die Schleuse Charlottenburg (Spree) und die Schleuse Plötzensee (Berlin-Spandauer Schifffahrtskanal / Hohenzollernkanal) in Kauf nehmen, um zwischen Unter- und Oberhavel zu wechseln. Gleichzeitig mit der Sperrung der alten Schleuse wurde mit der Planung eines Schleusenneubaus für Schiffe mit einer Tragfähigkeit bis 2100 Tonnen begonnen. Nach mehr als zweijähriger Arbeit wurden 1995 die Planungen für einen Schleusenneubau abgeschlossen. Träger des Bauvorhabens war die Wasser- und Schifffahrtsverwaltung des Bundes, vertreten durch das Wasserstraßen-Neubauamt Berlin.

## Die neue Schleuse
Am 31. August 1998 wurde der Grundstein für die neue Schleuse gelegt, die am 15. Juli 2002 in Betrieb genommen wurde. Die Schleusenkammer der neuen Schleuse erhielt eine nutzbare Länge von 115 m bei 12,5 m Breite. Die Fallhöhe beträgt 2,81 m im Mittelwert entsprechend dem sogenannten hundertjährlichen Hochwasser HQ100. Beim Schleusungsvorgang erfolgt das Leeren der Kammer durch Umläufe am Stemmtor im Unterhaupt in etwa acht Minuten und/oder das Füllen der Schleusenkammer durch das Drehsegmenttor im Oberhaupt in sechs Minuten. Die Gesamtdauer des Schleusenvorganges mit Ein- und Ausfahrt der Fahrzeuge wird mit etwa dreißig Minuten angegeben. Für kleinere Sportboote steht eine doppelte Bootsschleppe zur Verfügung. Es wurde außerdem ein Betriebsgebäude für Personal und Technik erstellt. Im Ober- und Unterwasser der Schleuse wurden Vorhäfen mit Signaleinrichtungen neu angelegt beziehungsweise neu gestaltet.
Ein ursprünglich geplantes Pumpwerk wurde nicht errichtet. Mittels Pumpen sollte das abgeflossene Verlustwasser bei Wasserknappheit wieder in das Oberwasser zurückgepumpt werden.

## Schleusenwehr
Das neugebaute Schleusenwehr ist zur Regulierung des Wasserabflusses mit einer Fischbauchklappe versehen. Im Mittel fließen 60 m³ Wasser in der Sekunde über das Wehr. Das Drehsegmenttor im Oberhaupt der Schleusenkammer kann als Wehr zur Hochwasserableitung genutzt werden und bietet zusätzliche Sicherheit.

## Betriebsgebäude
Am Westufer der Havel wurde ein dreigeschossiges Gebäude mit einer Kanzel im zweiten Obergeschoss errichtet. Von dort wird der Schleusenvorgang gesteuert und überwacht. In diesem Gebäude sind ebenfalls die gesamte Pegeltechnik und die Wehrsteuerung untergebracht. Durch die geklinkerte Fassade des Bauwerkes und die turmartige Bauweise passt es sich an architektonische Vorgaben der benachbarten Zitadelle an.

## UKW-Kanal
Der Anrufkanal ist UKW-Kanal 23.

## Karten und Bilder

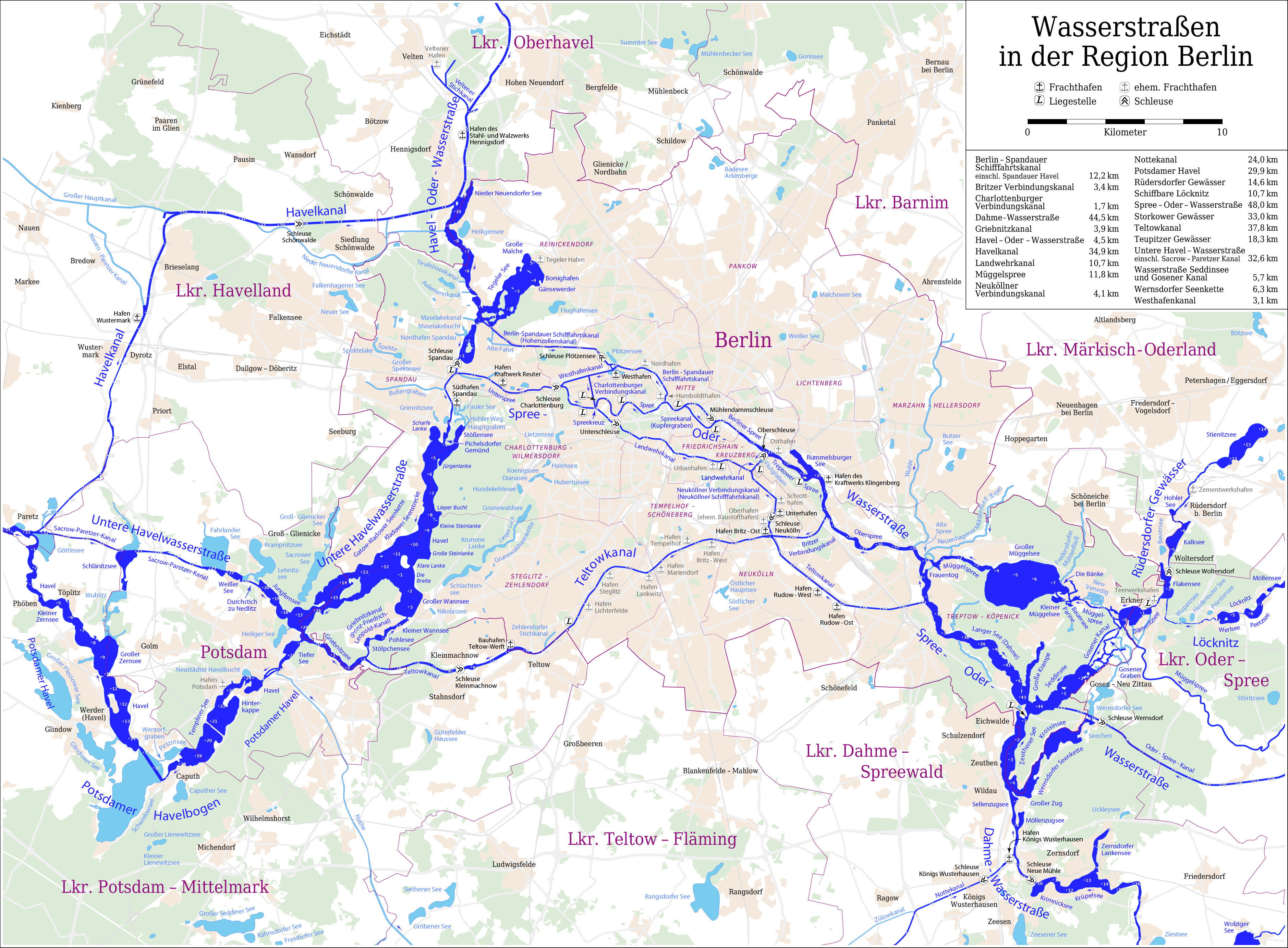
Lage der Schleuse Spandau in den Berliner Wasserstraßen
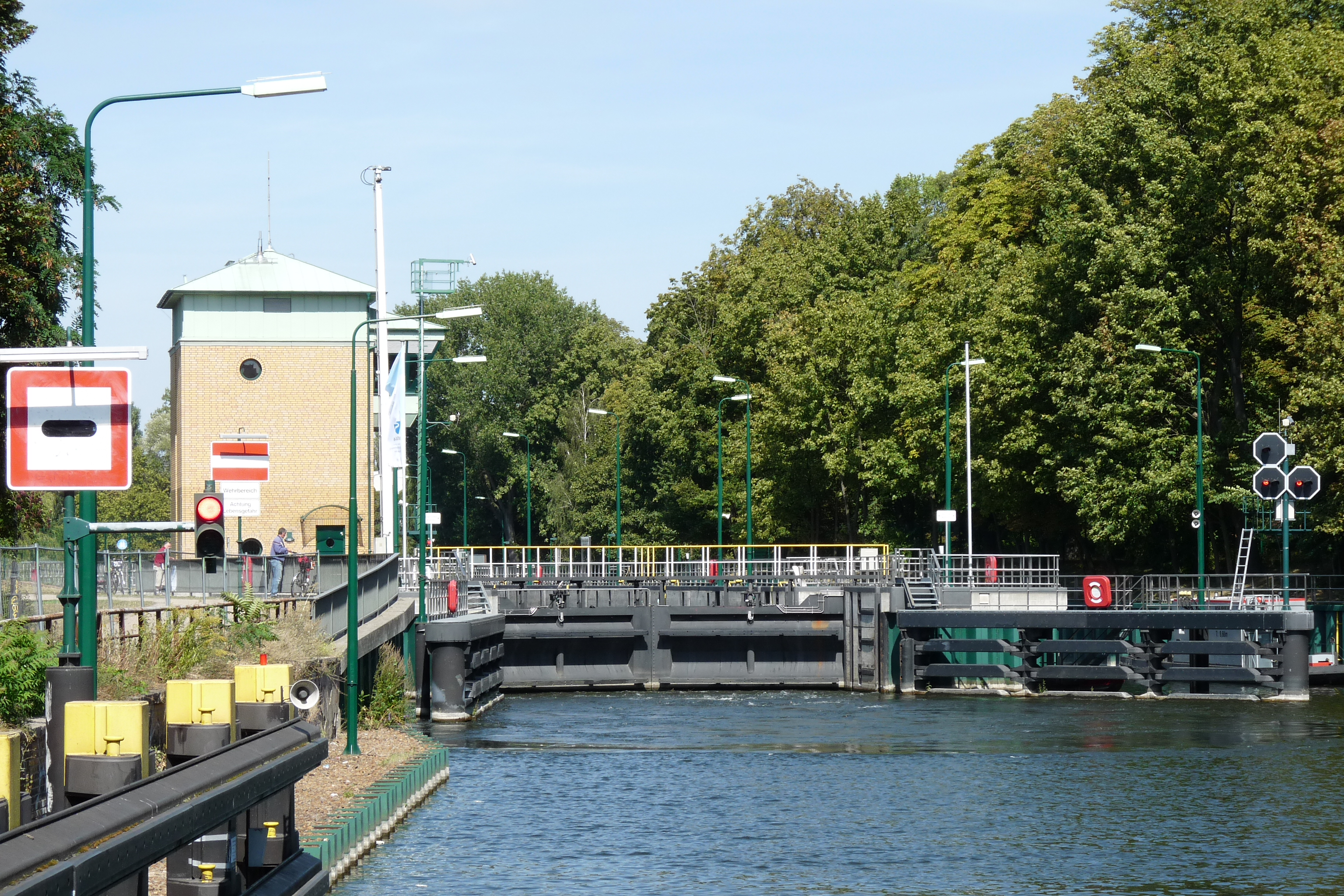
Das Unterhaupt der Schleuse mit dem Stemmtor
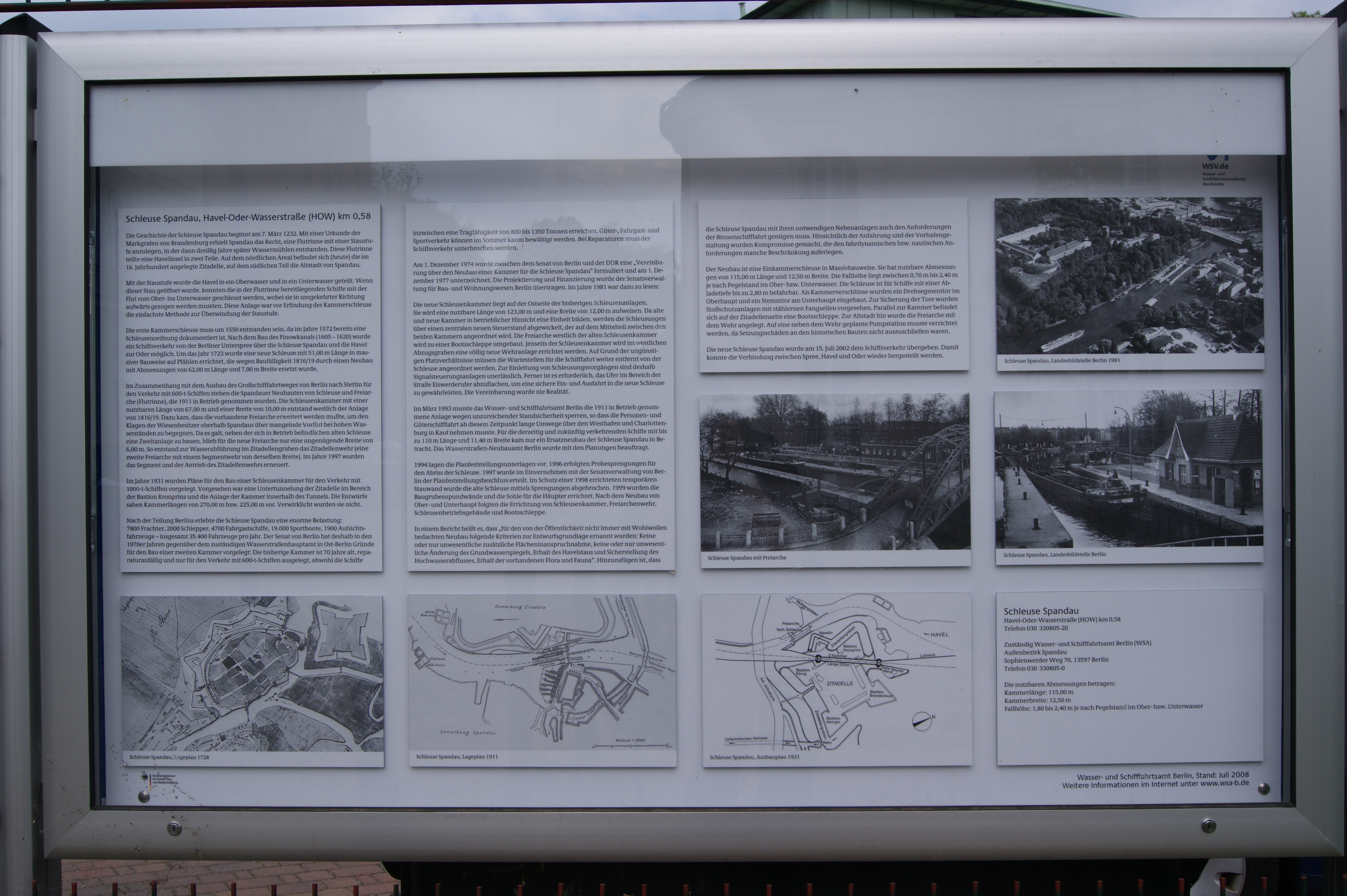
Infotafel mit detaillierter geschichtlicher Darstellung
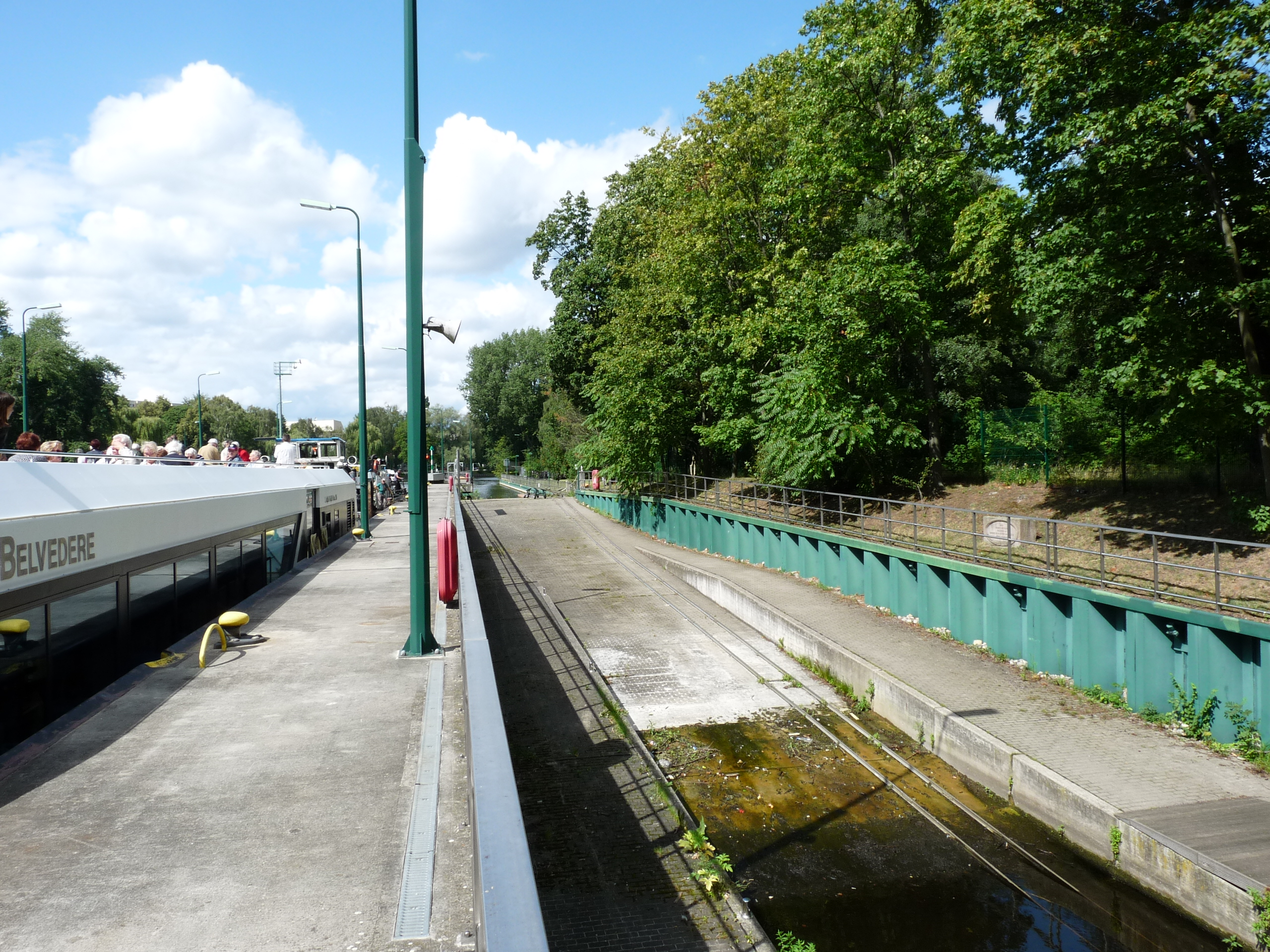
Bootsschleppe

## Trivia
Die Jugend-Fernsehserie Alles dreht sich um Michael (ZDF 1968) wurde größtenteils hier gedreht.